# Xenocylindrocladium serpens
Xenocylindrocladium serpens är en svampart som beskrevs av Decock, Hennebert & Crous 1997. Xenocylindrocladium serpens ingår i släktet Xenocylindrocladium och familjen Nectriaceae.   Inga underarter finns listade i Catalogue of Life.